# Kanton Ambrières-les-Vallées
Kanton Ambrières-les-Vallées (fr. Canton d'Ambrières-les-Vallées) je francouzský kanton v departementu Mayenne v regionu Pays de la Loire. Tvoří ho sedm obcí.

## Obce kantonu
- Ambrières-les-Vallées
- Chantrigné
- Couesmes-Vaucé
- La Haie-Traversaine
- Le Pas
- Saint-Loup-du-Gast
- Soucé